# Chlorocypha dahli
Chlorocypha dahli – gatunek ważki z rodziny Chlorocyphidae.